# Batalha de Mollwitz
A Batalha de Mollwitz deu início à Guerra de Sucessão Austríaca. Frederico II da Prússia invadiu a Silésia no momento em que a Áustria estava especialmente vulnerável e apoderou-se desse território.
Pouco depois, Prússia e Áustria assinaram um tratado secreto de paz que reconhecia as conquistas de Frederico II e permitia ao exército austríaco que se retirasse para a Morávia.